# سید محمد سجادی
دکتر سید محمد سجّادی (۱۲۷۸ تهران – ۱۳۶۶) آخرین رئیس مجلس سنای ایران و قاضی دوران قاجار و پهلوی و عهده‌دار مشاغل مهم دولتی و قضائی و قانونگذاری در سراسر دوران پهلوی بود. 
تقسیم‌بندی کارکنان دولت به بند الف، ب، ج و د در پایان دهه بیست خورشیدی از جنجالی‌ترین قضایای مربوط به محمد سجادی است.

## تحصیلات
سید محمد فرزند حاج میرزا یحیی مجتهد و نوه دختری میرزا حسن آشتیانی، روحانی بانفوذ دوران ناصرالدین شاه و مظفرالدین شاه قاجار، بود. علاوه بر تحصیلات قدیمه دینی به تحصیلات جدید نیز پرداخت و از مدرسه حقوق فارغ‌التحصیل شد. سپس به خدمت عدلیه درآمد و چند سالی به مشاغل قضائی اشتغال داشت تا اینکه برای ادامه تحصیل به فرانسه رفت و دکترای حقوق گرفت.

## آغاز کار
دکتر سجادی پس از بازگشت به ایران در سال ۱۳۱۰ مدعی‌العموم (دادستان) مشهد و سپس مدعی‌العموم خراسان شد. سپس به تهران انتقال یافت و دادیار پارکه دیوان عالی تمییز (دادسرای دیوان عالی کشور) شد.
پس از آنکه در شهریور ۱۳۱۲ علی‌اکبر داور وزیر عدلیه در دولت محمدعلی فروغی عهده‌دار وزارت مالیه شد، شماری از قضات از جمله سجادی را با خود به وزارت مالیه برد. سجادی ابتدا مدیر کل انحصار تریاک و پس از چندی، مدیر کل گمرک شد.

## وزارت
در ۲۹ شهریور ۱۳۱۵ قربانعلی آهی وزیر طرق و شوارع (راه)، دکتر سجادی را به معاونت خود معرفی کرد. دو سال بعد آهی مغضوب شد و در دی ۱۳۱۷ کنار رفت. محمود جم در مجلس دلیل استعفای او را کسالت عنوان کرد و در یازدهم دی، سجادی را به عنوان کفیل (سرپرست) وزارت راه معرفی کرد و در ۲۷ شهریور ۱۳۱۸ به وزارت رساند. در دولتهای متین دفتری، علی منصور و فروغی نیز که پس از آن روی کار آمدند، سجادی جایگاه وزیر راه را حفظ کرد تا اینکه در آذر ۱۳۲۰ از دولت کنار رفت و شهردار تهران شد.

## انتقال داراییرضاشاهبه مردم
در اواخر شهریور ۱۳۲۰ که رضاشاه از سلطنت کناره گرفت و راهی ترک ایران شد، دکتر سجادی از طرف دولت مأمور شد تا به اصفهان برود و ضمن دیدار با رضاشاه، موجبات انتقال ثروت او را فراهم آورد. رضاشاه در حضور سجادی همه دارایی های منقول و غیرمنقول خود را به دولت شاهنشاهی ایران و مردم ایران انتقال داد و پس از آن به ژوهانسبورگ به تبعید رفت.

## زندان متفقین
سجادی در سال ۱۳۲۱ معاون نخست‌وزیر و سال بعد رئیس بانک رهنی شد اما اواسط همان سال همراه با شماری از رجال و مقامات و افسران به جرم همکاری با آلمان نازی به بازداشت متفقین درآمد و نزدیک به یک سال در اسارتگاه اراک به سر برد. پس از آزادی از زندان به ریاست بنگاه صنعتی و بازرگانی منصوب شد و مدتی هم ریاست کمیسیون ارز با او بود.

## پاکسازی نافرجام کارکنان دولت
در دولت قوام در شهریور ۱۳۲۶ سجادی وزیر پیشه و هنر و بازرگانی شد. در هفتم آبان نام این وزارت‌خانه به اقتصاد ملی تغییر یافت. سجادی در دولت حکیمی نیز وزیر اقتصاد ملی ماند، در دولت ساعد چند هفته وزیر فرهنگ، کمتر از سه ماه وزیر راه و سپس وزیر دادگستری شد.
مهمترین اقدامی که سجادی در کارنامه خود ثبت کرد، به تصویب رساندن قانون «تجدیدنظر در سازمان وزارتخانه‌ها و تصفیه کارمندان دولت» بود که کارکنان وزارتخانه‌ها و ادارات و شهرداری‌ها و بنگاه‌هایی را که با سرمایه دولت تشکیل شده بودند، به سه گروه الف و ب و ج تقسیم می‌کرد. گروه الف کارمندانی که بودند که وجودشان ضروری بود، گروه ب کارمندانی که وجودشان لازم نبود اما ممکن بود بعداً در «کارهای تولیدی و انتفاعی و فرهنگی» از آنها استفاده شود و گروه ج کارمندانی که شایستگی خدمات دولتی نداشتند و مشمول قانون بازنشستگی هم نبودند.
ارزشیابی کارکنان دولت و تقسیم‌بندی آن‌ها به این سه گروه به هیئتی هفت نفره از اشخاص «بصیر و مورد اعتماد» به انتخاب دولت واگذار شد که سجادی به ریاست آن منصوب شد. انتشار فهرست تقسیم‌بندی کارکنان دولت که نام عده زیادی از رجال و بزرگان و نمایندگان مجلس را در بخش ج بر می‌گرفت، سر و صدا و جنجال به پا کرد. در مجلس نطق‌ها ایراد و اتهاماتی به اعضاء هیئت زده شد که سجادی نیز بی نصیب از اتهام و بغض و کینه نماند. آن فهرست نیز هیچ‌وقت ملاک کار قرار نگرفت.
سجادی در آخرین روزهای دولت منصور وزارت دارایی را به عهده گرفت و گفته شد او را برای به تصویب رساندن قرارداد الحاقی نفت به سر کار آورده‌اند. در سال ۱۳۳۰ دکتر مصدق او را به جای دکتر اقبال به استانداری آذربایجان شرقی و ریاست دانشگاه تبریز منصوب کرد. در اواخر حکومت مصدق، سجادی به دادستانی انتظامی ارتش رسید.
پس از سقوط دولت دکتر مصدق، سجادی وزیر مشاور کابینه‏ سپهبد زاهدی و در دولت بعدی که حسین علاء تشکیل داد، وزیر دارایی شد. پس از کنار رفتن دولت علاء، چندی استاندار اصفهان و مدتی استانداری خراسان بود تا اینکه در دولت شریف‌امامی وزیر بازرگانی و سرپرست امور اقتصادی و معاون نخست‌وزیر شد.
سجادی از دومین دوره مجلس سنا در سال ۱۳۳۲ به سناتوری تهران برگزیده شد و تا هنگام وقوع انقلاب ۱۳۵۷ و پایان عمر این مجلس در آن حضور داشت. پس از کنار رفتن دولت شریف‌امامی، سجادی تنها در مجلس سنا حضور داشت. از دوره چهارم مجلس سنا، نایب رئیس این مجلس بود و در اواخر، چند ماهی هم به ریاست مجلس سنا رسید.
از دکتر محمد سجادی به عنوان مردی جامع از لحاظ علمی و آشنا به اصول و مبانی علم حقوق یاد می‌شود که در کار اداری به کاردانی و جدیت ضرب‌المثل بود، در عین کج‌سلیقگی و تندی و حمایت از عده‌ای نالایق، همگان تأییدش می‌کردند و از این رو، اولین و آخرین شخصی بود که از آغاز تا پایان خدمتش که پنجاه سال طول کشید، حتی برای چند روز هم بیکار نبود و همیشه مصدر شغلی قرار داشت.
| \| نخست‌وزیر: شریف‌امامی \| \| \| \| \| \| \| معاون نخست‌وزیر: محمد سجادی \| \| \| \| \| \| \| وزیر مشاور: احمد آرامش \| \| \| \| \| \| \| وزیران \| \| \| \| \| \| \| ر. \| وزیر \| وزارت‌خانه \| ر. \| وزیر \| وزارت‌خانه \| \| ۱ \| محمدرضی ویشکایی \| وزارت گمرکات و انحصارات \| ۸ \| ابوالحسن بهنیا \| راه و ترابری \| \| ۲ \| صادق امیرعزیزی \| کشور \| ۹ \| طاهر ضیایی \| صنایع و معادن \| \| ۳ \| عبدالباقی شعاعی \| دارایی \| ۱۰ \| محمدعلی ممتاز \| دادگستری \| \| ۴ \| حسین قدس نخعی \| امور خارجه \| ۱۱ \| جهانشاه صالح \| فرهنگ \| \| ۵ \| علی اصغر نقدی \| جنگ \| ۱۲ \| احمدعلی بهرامی \| کار \| \| ۶ \| جواد آشتیانی \| بهداری \| ۱۳ \| ابراهیم مهدوی \| کشاورزی \| \| ۷ \| عبدالحسین اعتبار \| پست، تلگراف و تلفن \| \| \| \| \| وزیران مشاور \| \| \| \| \| \| \| ر. \| وزیر مشاور \| وزارت مشاور \| ر. \| وزیر مشاور \| وزارت مشاور \| \| ۱ \| محمد سجادی \| سرپرست امور اقتصادی \| ۳ \| احمد آرامش \| برنامه و بودجه \| \| معاونان نخست‌وزیری \| \| \| \| \| \| \| ر. \| معاون \| معاونت \| \| \| \| \| ۱ \| اشرف احمدی \| وزیر مشاور و معاون نخست‌وزیر \| \| \| \| |                  |                             |    |                |                |
| نخست‌وزیر: شریف‌امامی |                  |                             |    |                |                |
| معاون نخست‌وزیر: محمد سجادی |                  |                             |    |                |                |
| وزیر مشاور: احمد آرامش |                  |                             |    |                |                |
| وزیران |                  |                             |    |                |                |
| ر. | وزیر             | وزارت‌خانه                   | ر. | وزیر           | وزارت‌خانه      |
| ۱ | محمدرضی ویشکایی  | وزارت گمرکات و انحصارات     | ۸  | ابوالحسن بهنیا | راه و ترابری   |
| ۲ | صادق امیرعزیزی   | کشور                        | ۹  | طاهر ضیایی     | صنایع و معادن  |
| ۳ | عبدالباقی شعاعی  | دارایی                      | ۱۰ | محمدعلی ممتاز  | دادگستری       |
| ۴ | حسین قدس نخعی    | امور خارجه                  | ۱۱ | جهانشاه صالح   | فرهنگ          |
| ۵ | علی اصغر نقدی    | جنگ                         | ۱۲ | احمدعلی بهرامی | کار            |
| ۶ | جواد آشتیانی     | بهداری                      | ۱۳ | ابراهیم مهدوی  | کشاورزی        |
| ۷ | عبدالحسین اعتبار | پست، تلگراف و تلفن          |    |                |                |
| وزیران مشاور |                  |                             |    |                |                |
| ر. | وزیر مشاور       | وزارت مشاور                 | ر. | وزیر مشاور     | وزارت مشاور    |
| ۱ | محمد سجادی       | سرپرست امور اقتصادی         | ۳  | احمد آرامش     | برنامه و بودجه |
| معاونان نخست‌وزیری |                  |                             |    |                |                |
| ر. | معاون            | معاونت                      |    |                |                |
| ۱ | اشرف احمدی       | وزیر مشاور و معاون نخست‌وزیر |    |                |                |